# Henry Burn

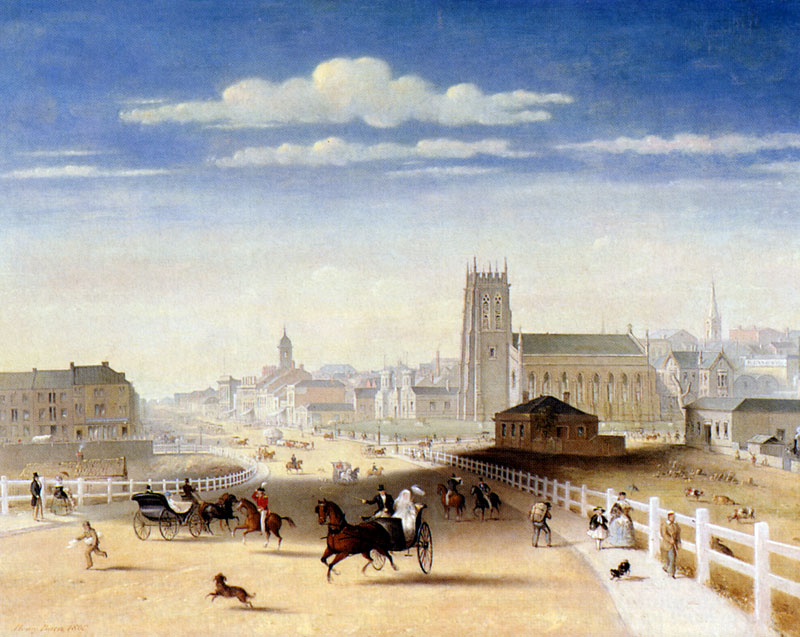
Swanston Street from Prince’s Bridge: Ölgemälde aus dem Jahre 1861 von einem markanten Punkt in Melbourne

Henry Burn (* um 1807 in Birmingham, West Midlands; † 26. Oktober 1884 in Melbourne, Victoria) war ein englischer Maler, Zeichner und Lithograph, der bis 1853 in England und danach in Australien gewirkt hat.

## Lebensgeschichte

### In England
Von Henry Burns Familie ist nicht viel bekannt. Der Vater, Samuel Burn, soll ein Hersteller von Lacken (varnish maker) gewesen sein. Der Geburtsname der Mutter war Hannah Oliver. — Seine Ausbildung erhielt Henry Burn wie er selbst angibt von einem Kunst- und Zeichenlehrer. Weitere Angaben fehlen, es ist aber sehr wahrscheinlich, dass dieser Lehrer der Maler Samuel Lines (1778–1863) gewesen ist, der 1807 in Birmingham eine eigne Zeichenschule gegründet hatte, in der Henry Burn sicherlich irgendwann gelernt haben wird. (Von Samuel Lines sind noch zwei weitere Einrichtungen in Birmingham mitbegründet worden: 1821 die (Royal) Birmingham Society of Artists und 1843 die Birmingham School of Art.)

Ansicht von Halifax: Eine Lithographie aus dem Jahre 1847

St Mary’s church in Birmingham: Stich von 1842 nach einer Zeichnung von Henry Burn

Nach seiner Ausbildung ist Henry Burn dann mit den verschiedensten Arbeiten befasst gewesen und auch gelegentlich hervorgetreten. So hat er 1830 in der Royal Academy of Arts in London ausgestellt sowie 1832 und 1850 in der Royal Birmingham Society of Artists. Nach seinem eigenen Zeugnis  hat er auch irgendwann Zeichenunterricht an Schulen in Leamington und in der weiteren Umgebung in Warwickshire gegeben. Als Zeichner ist Henry Burn zweifellos hoch veranlagt gewesen und manche seiner Arbeiten sind von anderen Künstlern für die drucktechnische Vervielfältigung reproduziert worden wie zum Beispiel eine Ansicht der St Mary’s church in Birmingham auf einem Stich von 1842.
Von 1840 bis 1852 wurden von Henry Burn Ansichten (Veduten) von englischen Städten gezeichnet und lithographiert, die alle veröffentlicht worden sind. Dafür reiste er durch das Land und besuchte im Laufe der Zeit die Städte Bournemouth (1840), Blandford (undatiert), Weymouth (1842), Wolverhampton (1844), Walsall (1845), Birmingham (1845), Nottingham (1846), Derby (1846), Leeds (1846), Halifax (1847), Shrewsbury (1847), Worcester (undatiert), Northampton (undatiert), Leicester (undatiert) und Winchester (1852).
Am 16. Oktober 1853 begann für Henry Burn ein zweiter Lebensabschnitt, als er an Bord eines Segelschiffes von Liverpool aus England verließ, um sich in Australien eine neue Existenz zu schaffen.

### In Australien
Am 30. Januar 1854 erreichte Henry Burn Melbourne, die Hauptstadt des australischen Bundesstaates Victoria, in der er fortan gewirkt hat. In den ersten Jahren zeichnete und lithographierte er Blätter mit Ansichten von den örtlichen Gegebenheiten in und um Melbourne. Um Abnehmer für seine Bilder zu bekommen, inserierte er in Zeitungen wie zum Beispiel am 19. Dezember 1853 im Argus. (In der Bibliothek der La Trobe University sind einige Lithographien von Melbourne aus dieser Zeit aufbewahrt: Melbourne from the South, near the St. Kilda Road [Juni 1855], Melbourne from the North near the road to Mount Alexander [September 1855], Panorama View of the City of Melbourne taken from the South Bank of the Yarra [Mai 1856] und Melbourne looking North from Prince’s Bridge [1862]. Dazu kommen noch Porträts des irischen Schauspielers Gustavus Vaughan Brooke [1818–1866] und des englischen Politikers Henry Barkly [1815–1898], die nach Daguerreotypen 1857 geschaffen worden sind.)

Melbourne from Wellington Parade: Ölgemälde aus dem Jahre 1872

View of Melbourne: Aquarell aus dem Jahre 1861. Die Stadt, kaum wahrnehmbar, scheint in der flimmernden Mittagshitze dargestellt zu sein

Am 3. Juli 1860 heiratete Henry Burn in der St. Peter’s Church in East Melbourne Susan Cane. Die Familie der Braut stammte aus London und war zusammen mit Burn auf dem gleichen Schiff nach Australien gekommen. Kinder sind aus dieser Ehe nicht hervorgegangen.
Zum ersten Mal wohl öffentlich ausgestellt in Australien hat Henry Burn 1857 in der Victorian Society of Fine Arts. Danach erfolgten noch weitere Ausstellungen in den Jahren 1870, 1872, 1876 und 1877 in der Victorian Academy of Arts.
Nach 1860 hat Henry Burn im Laufe der Zeit eine ganze Reihe von Aquarellen und Ölbildern geschaffen, deren Motive er ebenfalls in Melbourne und Umgebung fand. Eine seiner wesentlichsten Arbeiten davon und überhaupt ist ganz gewiss das Ölgemälde Melbourne from Wellington Parade aus dem Jahre 1872, dessen Licht von einer späten Nachmittagssonne bestimmt ist und ein besonderes Empfinden vermittelt. Mit diesem Werk ist Henry Burn seiner Kunst sicherlich am nahsten gekommen.
Eine gewisse Tragik bekam das Leben von Henry Burn im Herbst 1877, als er nicht mehr für sich selbst und seine Familie aufkommen konnte und im Benevolent Asylum in Melbourne seine Zuflucht suchen musste. Im Oktober 1884 ist er dort gestorben und dann auf dem Melbourne General Cemetery beigesetzt worden.